# Cyperus scariosus
Cyperus scariosus es conocida en inglés como cypriol y en Hindi como Nagarmotha es una especie de planta herbácea de la familia Cyperaceae que crece salvaje en Madhya Pradesh región de la India. Es originaria de Nueva Guinea hasta el norte de Australia.

## Usos
Es muy apreciado en la India por sus raíces que se utiliza en aromaterapia, como perfume y para muchos otros fines.
El extracto de metanol de las hojas de C. scariosus ha demostrado que alivia el dolor y sus efectos han reducido los niveles de glucosa en sangre elevados de ratones hiperglucémicos. Extracto acuoso-metanólico de Cyperus scariosus mostró propiedades hepatoprotectoras en ratones. Un aceite aislado de Cyperus scariosus mostró una  actividad antiinflamatoria C. scariosus causa inmunosupresión mediante la inhibición de citoquinas Th1 en ratones.

## Principios activos
La destilación al vapor de los tubérculos da un rendimiento de cypriol de 0.075-0.080% de un aceite esencial, el contenido principal del cual es cyperine.

## Taxonomía
Cyperus scariosus fue descrita por Robert Brown   y publicado en Prodromus Florae Novae Hollandiae 216. 1810
Etimología
Cyperus: nombre genérico que deriva del griego y que significa "junco".
scariosus: epíteto latino 
Sinonimia
- Cyperus corymbosus var. scariosus (R.Br.) Kük. in H.G.A.Engler (ed.), Pflanzenr., IV, 20(101): 83 (1935).[1]